# Мік Кларк
«Мік Кларк» (англ. Micah Clarke) — історичний роман шотландського письменника Артура Конан Дойла, дії якого відбуваються під час Повстання Монмута 1685 року в Англії. Написаний на початку 1888 року на підставі опрацювання великого обсягу історичної літератури. Присвячений матері письменника, Мері Дойл.
Низка видавництв скептично сприйняли рукопис, який прийняли до друку 1889 року лише завдяки протекції історика та літератора Ендрю Ленга. Після публікації, однак, роман виявився бестселером, був доброзичливо прийнятий як публікою, так і критикою. Надалі цей твір отримав високі оцінки з боку низки британських дослідників і літераторів.
Сам Дойл надавав великого значення «Кларку», який став для нього першим твором історичного жанру й одним з найбільш значних за обсягом художніх творів взагалі. За словами автора, саме успіх «Кларка» підштовхнув його до створення наступних історико-пригодницьких творів.

## Сюжет

### Фабула
Роман присвячений драматичним подіям 1685 року — невдалому повстанню, піднятому герцогом Монмутом з метою повалення короля Якова II, під час якого бунтівники намагалися використовувати в своїх цілях невдоволення переважно протестантського англійського суспільства прагненням монарха до відновлення католицизму як державної релігії.
Розповідь витримана в дусі автобіографії: головний герой книги Мік Кларк, житель гемпширського Хеванта, на схилі років розповідає онукам про події своєї молодості. Запис історії приписується одному з трьох онуків героя, Йосипу.
На початку розповіді 21-річний Кларк постає недосвідченим юнаком з вкрай консервативної протестантської сім'ї середнього достатку, який має за тягар строгі домашніми порядками, допитливим і мріє про пригоди. Після звісток про висадку Монмута в Лайм-Реджис Мік при палкій підтримці батька, ревного індепендента, що боровся за повалення короля-католика, вирушає на захід південної Англії, щоб приєднатися до військ бунтівного герцога. Компанію йому складає Децимус Саксон — досвідчений офіцер-найманець, ветеран багатьох європейських воєн, який вирішив приєднатися до бунтівників з меркантильних міркувань. Зіткнення між двома дуже різними характерами — прямодушним ідеалістом Кларком і безпринципним циніком Саксоном — породжує протягом розвитку сюжету чимало суперечок і навіть конфліктів. Дорогою на захід до них приєднуються друг дитинства Кларка Рувім Локарбі та молодий розорений аристократ Гервасій Джером — ці четверо стають головними персонажами твору. Поряд з ними й іншими вигаданими героями в романі виведено чимало реальних історичних постатей.

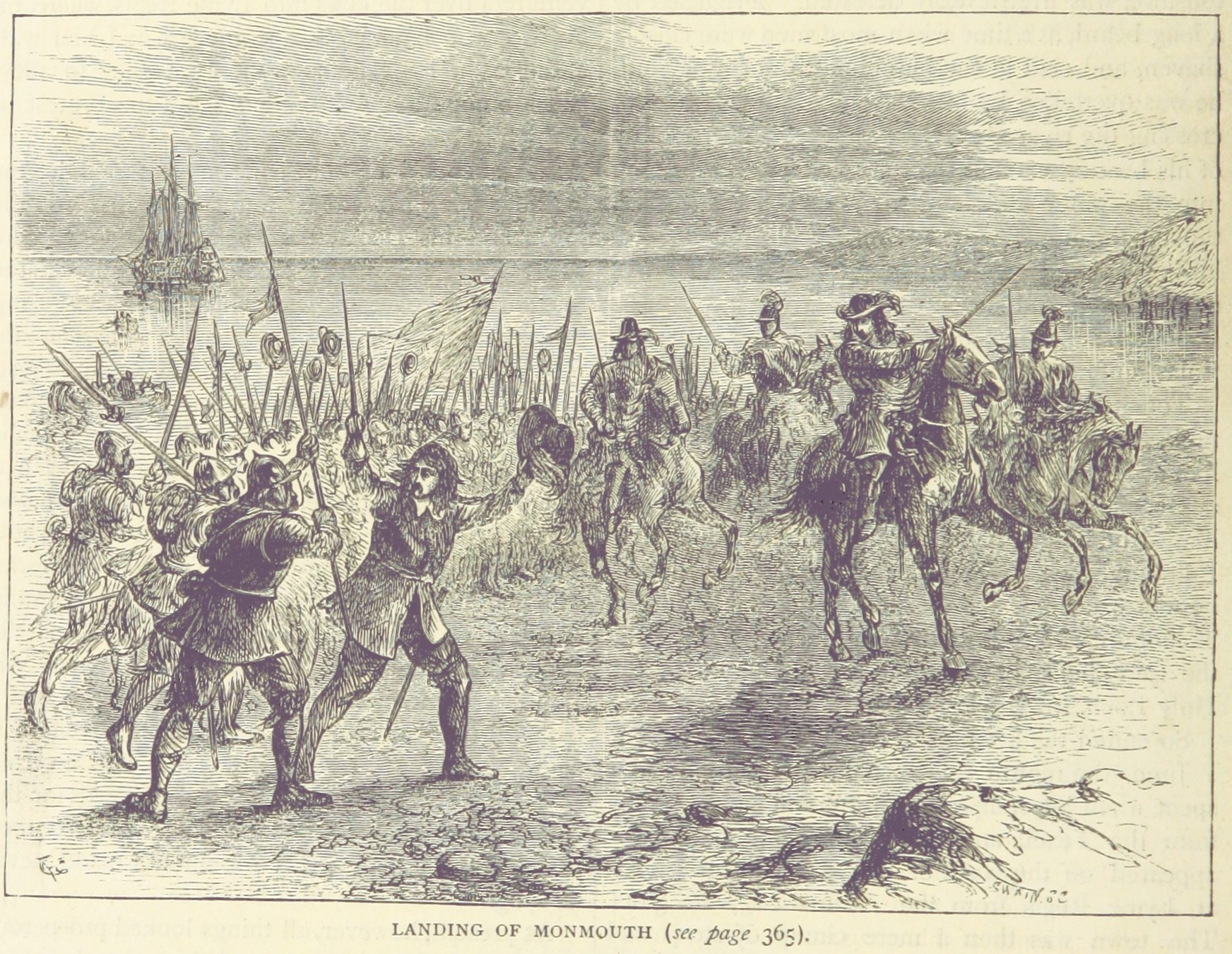
Висадка Монмута в Лайм-Реджисі — пункт розвитку сюжету роману

У творі дається ґрунтовна картина англійських соціальних та культурних реалій останньої чверті XVII століття. Детально описуються військові приготування прихильників Монмута, до яких четвірка супутників приєднується в Тонтоні, і марш їхнього війська південно-західною Англією. Кульмінацією стає поразка бунтівників у Седжмурській битві, після чого розповідається про жорстокі репресії, які спіткали учасників повстання. В описах подій походу та безлічі небезпечних пригод, які доводиться пережити Кларку, є як трагічні тони, так і елементи гумору. Особливу увагу приділено релігійним аспектам конфлікту: ворожим відносинам між протестантами та католиками, а також гострою суперечкою між представниками різних протестантських деномінацій. По ходу оповідання Мік як набирається життєвого і військового досвіду, а й поступово розчаровується у релігійному екстремізмі, стаючи у результаті прибічником віротерпимості. Звертаючись до онуків, він підкреслює вигідну відмінність їхніх часів, коли «ніхто не завадить думати і молитися так, як ви захочете», від часу своєї юності, і закликає не забувати тих, хто ціною страждань і кровопролиття завоював таку бажану свободу.

### Структура, хронологічні та географічні межі
Роман поділений на 36 розділів, пролог й епілог не виділено. Основні хронологічні віхи вказані чітко. Сімдесятирічний Мік Кларк (1664 рік народження згадується у першому розділі) веде свою розповідь взимку 1734 року, розповідаючи трьом онукам про події 49-річної давності.

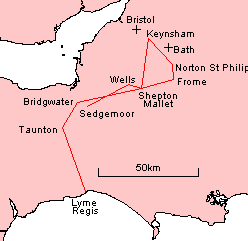
Карта походу війська Монмута, опису якого присвячена більша частина роману

Динаміка розвитку сюжету нерівномірна: перші три розділи роману, що оповідають про дитинство та підліткові роки Міка, охоплюють два десятиліття, тоді як основна сюжетна лінія твору, що міститься в розділах з IV до XXXIII, укладається у двомісячний період — з кінця першого тижня травня  до 7 липня 1685 року, дня Седжмурської битви. У цій частині роману багато подій мають точне датування, іноді опис одного дня займає кілька розділів. У розділах XXXIV і XXXV сюжет розвивається в період з 7 липня до 10 вересня 1685 року, а в розділі XXXVI описується подальша доля основних героїв.
Дія перших семи розділів відбувається в Геванті, невеликому населеному пункті на півдні графства Суррей, який, як випливає зі слів оповідача, був на той час ще не містом, а досить невеликим селом. Кларк, що вирушив у самому кінці розділу VII на захід країни, проїжджає через територію графств Дорсет і Сомерсет. Його шлях до сомерсетського Тонтона охоплює дев'ять розділів — з VIII до XVI: автор з великими подробицями описує місцевість, послідовно вказує назви міст і сіл, які пройдуть Мік і супутники, що приєдналися до нього. У Тонтоні головні герої прибувають до розділу XXVII — за вирахуванням поїздки Кларка в Бадмінтон-гаус, що знаходиться на півдні Глостершира, яка займає три розділи з XXIII до XXV. У наступних шести розділах описується невдалий марш війська Монмута на Бристоль через Бриджвотер, Гластонбері, Веллс, Фрум і Кейншем, його повернення в Бриджвотер й остання битва в Седжмурі на схід від Бриджтауна. Заарештований після битви Кларк близько трьох тижнів перебував в ув'язненні в Бриджвотері, після чого його переводять до Тонтона (роздщіли XXXIII—XXXIV). У Тонтоні відбувається і суд над бунтівниками, а фінальна сцена роману розгортається в порту Пула (розділ XXXV).

### Основні персонажі

#### Вигадані герої
- Мік Кларк (англ. Micah Clarke). Двадцятиоднолітній син гевантського шкіряника. Освіта обмежується роком навчання у школі сусіднього з Гевантом Петерсфілда[en]. При цьому, попри ворожість батька до світських книг, має велику потяг до художньої та наукової літератури. За власним зізнанням, задумливий, мрійливий і досить флегматичний. Має потужну статуру і неабияку фізичну силу[18].

- Рувим Локарбі (англ. Reuben Lockarby). Найкращий друг Кларка, на рік молодший за нього. Син гевантского шинкаря, вихований в трохи менш суворих умовах, ніж Мік. Веселий, життєрадісний і трохи незграбний невисокий товстун. Байдужий до гасел Монмута в похід вирушає лише заради того, щоб не залишити товариша[19].
- Децимус Саксон (англ. Decimus Saxon). Професійний військовик років п'ятдесяти з великим досвідом найманства в різних арміях Європи. Не має жодних релігійних чи політичних переконань, проте при необхідності вміло їх імітує. Вступає на службу до Монмута, розраховуючи на винагороду і кар'єрне просування в разі успіху повстання. Дуже високого зросту і худорлявий, видатний плавець і віртуозний фехтувальник[20].
- Гервасій Джером (англ. Gervas Jerome). Дворянин у титулі баннерета років на п'ять старше за Кларка. За роки великосвітського життя в Лондон повністю промотав успадкований стан. Витонченої статури, володар вишуканих манер, модник і франтівник. Дотепник, схильний до самоіронії, відрізняється рідкісною холоднокровністю[21].
- Йосип Кларк (англ. Joseph Clarke). Батько Міка, літній успішний шкіряник. В молодості бився у військах Кромвеля, за відмінність в Битві біля Данбарі отримав чин корнета. Серед односельців знаний під прізвиськом «Кірасир Джо». Зберігає прихильність ідеалам круглоголових. Індепендент, який доходить у своїх релігійних переконаннях до фанатизму[22].
- Мері Кларк (англ. Mary Clarke). Мати Міка, жінка середніх років. Належить до англіканської церкви і, попри багаторічні вмовляння чоловіка, не змінює своїх релігійних поглядів. Користується авторитетом серед односельців як дбайлива господиня, велика майстриня в кулінарії і народній медицині[23].
- Захарія Пальмер (англ. Zachary Palmer). Старий гевантський Тесляр з заслуженою репутацією сільського філософа. Власник великої бібліотеки, грає найважливішу роль в залученні Міка до літератури і наук. Проповідує гуманістичні ідеї, чим також впливає на головного героя[24].
- Соломон Спрент (англ. Solomon Sprent). Відставний одноногий моряк середнього віку, який проживає в Геванті. Його, як і Пальмера, Кларк вважає своїм наставником. Саме розповідями Спрента про подорожі і морські битви юнак зобов'язаний своїм прагненням до пригод[25].
- Гектор Мерот (англ. Hector Marot). Розбійник-одинак, що орудує в південно-західній Англії. Людина середніх років, чудово володіє зброєю і навичками «партизанської» життя. Періодично проявляє благородство, захищає селян від свавілля королівських солдатів[26].

#### Реальні історичні постаті

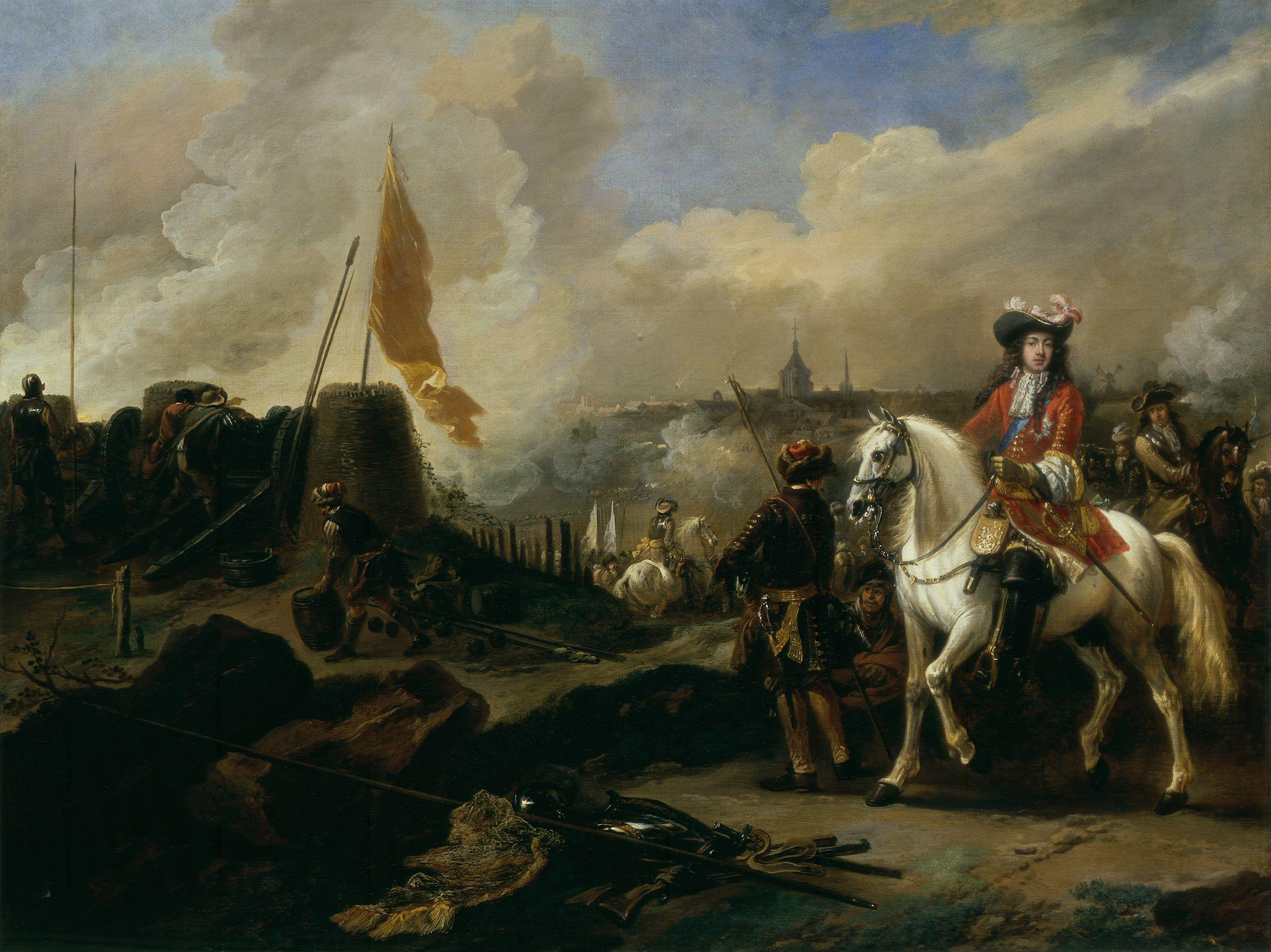
Герцог Монмут — найважливіший з історичних персонажів, виведених у романі

- Джеймс Скотт, 1-й герцог Монмут. Позашлюбний син короля Карла II. Мав високе становище при дворі, добре виявив себе у кількох воєнних кампаніях. Вимушений був емігрувати до Нідерландів через підозри у намірах захопити престол. Висадившись 30 травня 1685 року в Англії, підняв заколот проти короля Якова II[27].

- Форд Грей, 1-й граф Танкервільський[en]. Аристократ, засуджений свого часу за адюльтер з власною своячкою. Втікши з ув'язнення, приєднався в Нідерландах до Монмута і став одним з головних організаторів заколоту[28].
- Натанієль Вейд[en]. Ще один наближений Монмута з часів нідерландської еміграції, який брав активну участь в організації повстання. Адвокат, прихильник республіканського устрою країни[29].
- Роберт Фергюсон[en]. Пресвітеріанський проповідник радикального спрямування, учасник кількох антиурядових змов. Довірена особа Монмута, головний ідеолог повстання[29].
- Стефен Таймвелл (англ. Stephen Timewell). Мер Тонтона, один з найбагатших містян, власник великої вовняної мануфактури. Людина похилого віку, переконаний пуританин, незадоволений владою Якова II. Без вагань стає на бік Монмута, особисто керує формуванням міського ополчення і веде його в бій в Седжмурі[30].
- Антоній Бойзе (англ. Anthony Buyse). Офіцер-бранденбуржець, один з головних військових командирів бунтівників. Виведений давнім знайомим Децимуса Саксона: ці двоє бувалих найманців в різних європейських війнах то билися пліч-о-пліч, то виявлялися по різні боки фронту[31].
- Генрі Сомерсет, 1-й герцог Бофорта. Багатий і впливовий аристократ, який очолив оборону Бристоля від бунтівників. У Дойла займає вичікувальну позицію: публічно заявляє про відданість королю, але готовий перейти на бік Монмута, якщо той здобуде велику воєнну перемогу[32].
- Барон Джордж Джеффріс. Головний суддя Англії та Уельсу, який керував судовими процесами над учасниками повстання. Здобув недобру славу своїми жорстокими та уважними вироками[en].

## Створення твору

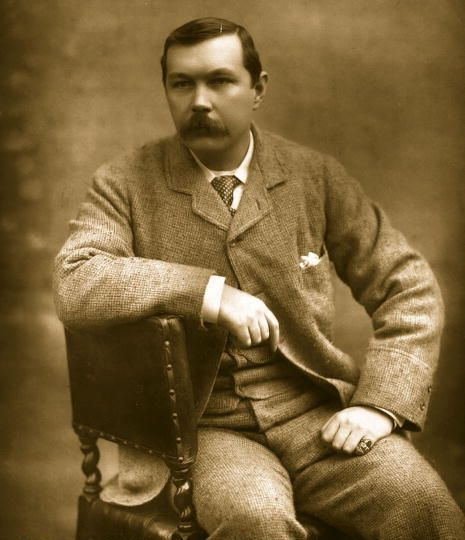
Артур Конан Дойл у 1890 році — незабаром після виходу у світ «Міка Кларка»

Роман належить до ранніх творів Конан Дойла: за його словами, «Кларк» був останнім плодом першого десятиліття його письменницької діяльності. У цей період Дойл жив у південноанглійському курортному містечку Саутсі, куди він переїхав 1882 року з рідного Единбурга для того, щоб відкрити лікарську практику (зовсім недалеко від цього місця, в Геванті, він «поселив» головного героя роману). Терміни роботи над «Кларком» відомі цілком точно: у своїй статті «Ювенілія», опублікованій 1893 року в джеромівському журналі «Ледар», Дойл розповідає, що присвятив цьому роману 17 місяців з другої половини 1886 до початку 1888 року, причому цілий рік пішов виключно на роботу з джерелами, тоді як написання зайняло лише п'ять місяців. При цьому автор зазначав, що якщо попередні літературні праці, що припали на період сімейної невлаштованості та труднощів у медичній практиці, далися йому дуже нелегко, то для цього значно більшого за обсягом літературного опусу можливість знайшлася відносно легко:
|  | І потім, за більш сприятливих обставин, я написав «Міка Кларка», оскільки пацієнти стали слухнянішими, а я був одружений і став у всіх сенсах розумнішою людиною. Рік читання та п'ять місяців писання – і він був готовий... Оригінальний текст (англ.) And then, under more favourable circumstances, I wrote 'Micah Clarke,' for patients had become more tractable, and I had married, and in every way I was a brighter man. A year's reading and five months' writing finished it... |

Як випливає з мемуарів автора, на момент початку роботи над «Кларком» він уже досить довго виношував ідею історико-пригодницького твору: саме цей жанр, у його розумінні, міг дати можливість для поєднання «належної частки літературної гідності» з тими сценами гостросюжетних пригод, які населяли на той час його палку молоду уяву.
Для сюжету було обрано драматичний період англійської історії, що настав після реставрації Стюартов, для якого характерна досить напружена суспільно-політична ситуація, пов'язана в першу чергу з загостренням міжконфесійних відносин. На таке рішення, за визнанням Дойла, його спонукало співчуття до англійських пуритан кінця XVII століття, яке він відчував всупереч власної приналежності до католицизму. На думку молодого письменника, представники цієї частини англійського суспільства зображалися в британських мистецтві й історичній науці переважно карикатурно, хоча заслуговували на справедливіше відображення — винятку в цьому плані, як він підкреслював, не складали навіть романи щиро улюбленого ним Вальтера Скотта. На переконання Дойла, єдиний об'єктивний опис пуритан тієї пори дав Томас Бабінгтон Маколей у своїй «Історії Англії», і саме ця монументальна історична праця, як він писав пізніше, стала для нього джерелом натхнення.
Взявшись за роман, письменник спочатку розраховував свої досить глибокі знання вітчизняної історії, зокрема почерпнуті зі згаданого дослідження Маколея. З усім тим, серйозне занурення в тему вимагало досить тривалого вивчення ще низки спеціалізованих джерел, після чого робота над твором пішла дуже швидко і була завершена на початку 1888 року.

## Проблеми з публікацією
У спогадах Дойл зізнавався, що спочатку оптимістично оцінював перспективи публікації «Кларка». До цього його прихиляла як досить висока оцінка своєї нової праці, так і розрахунок на те, що до цього часу він уже встиг набути певної письменницької популярності, а його попередній твір «Етюд у багряних тонах», що започаткував розповіді про Шерлока Холмса, мало достатньо широку популярність. Проте спроби Дойла прилаштувати «Міка Кларка» до друку в періодичних виданнях охопило багато місяців без успіху. Своє розчарування з цього приводу він пізніше в метафоричній формі описав у «Ювенілії»:
|  | Я написав «Міка Кларка»... і вирішив, що одержав у свої руки інструмент, який прорубає мені шлях. Так, інструмент був, але перше, що я розрубав, був мій власний палець.. Оригінальний текст (англ.) I wrote 'Micah Clarke'... and I thought I had a tool in my hands that would cut a path for me. So I had, but the first thing that I cut with it was my finger... |

Редакції низки в авторитетних журналів і газет, до яких він звернувся, одностайно сумнівалися у читацькому успіху твору. Добре знав Дойла критик і публіцист Джеймс Пейн, головний редактор літературного альманаху «Cornhill Magazine», думкою якого письменник дуже дорожив, свій лист із відмовою в публікації «Кларка» почав з відвертої відповіді: «Як Ви можете, як Ви тільки можете витрачати свій час і свої розумові здібності на написання історичних романів!». Знаний лондонський видавець Джордж Бентлі писав про «Міка Кларка»: «На мою думку, йому бракує найважливішого для створення якості — цікавості, і саме тому ми не вважаємо, що він колись зможе стати популярним у бібліотеках чи серед публіки в цілому». Керівництво «Blackwood's Magazine» висловилося трохи дипломатичніше: «В наявності недосконалості, які будуть перешкоджати успіху. Шанси, що книга завоює масовий успіх, не є настільки великими, щоб забезпечити публікацію». Одним із недоліків, на які посилалися в редакції цього журналу, була в їхньому поданні недостовірно виведених у романі характерів: співробітники «Blackwood's Magazine» вважали, що персонажі «Кларка» більше схожі на людей XIX століття, ніж на людей XVII століття.
Не принесло успіху і звернення до таблоїда «The People», що орієнтувався на менш вибагливі літературні уподобання. Відомо, що тамтешній рецензент не лише висловив кілька серйозних претензій до рукопису, а й припустився відразу кількох помилок у зверненні до автора — на адресу листа з редакції Конан Дойл був названий «Доктором А. Корраном Бойлом» (англ. Dr. A. Corran Boyl):
|  | Дорогий сер! Джентльмен, який читає надіслані нам твори, ретельно ознайомився із Вашим «Міком Кларком». І хоча повною мірою визнається, що він написаний добре і має певний інтерес, проте ні за характером свого сюжету, ні за своїм стилем він не підходить для публікації частинами в такій популярній газеті, як «The People». Хотів би відзначити, що його великим недоліком є практично повна відсутність привабливості для жінок-читачок, які, безсумнівно, становлять значну частку наших передплатників. І, крім того, у ньому немає жодної сенсаційності. Дякую Вам за пропозицію та перепрошую за те, що не можу ним скористатися. Куди і як ми можемо повернути рукопис? Оригінальний текст (англ.) Dear Sir! The gentleman who reads our Tales for us has carefully perused your Micah Clarke, and, whilst fully admitting that it is written well, and has much interest of a kind, is not from the nature of its subject or its style suitable for the serial publication in a popular newspaper like The People. I may just mention that one great failure in it is the fact that it has next to no attraction for female readers who form undoubtedly a large percentage of our subscribers. Again it is hardly sensational enough. I thank you for the offer, and am sorry that we cannot make use of the MC. How and where shall we send it? |

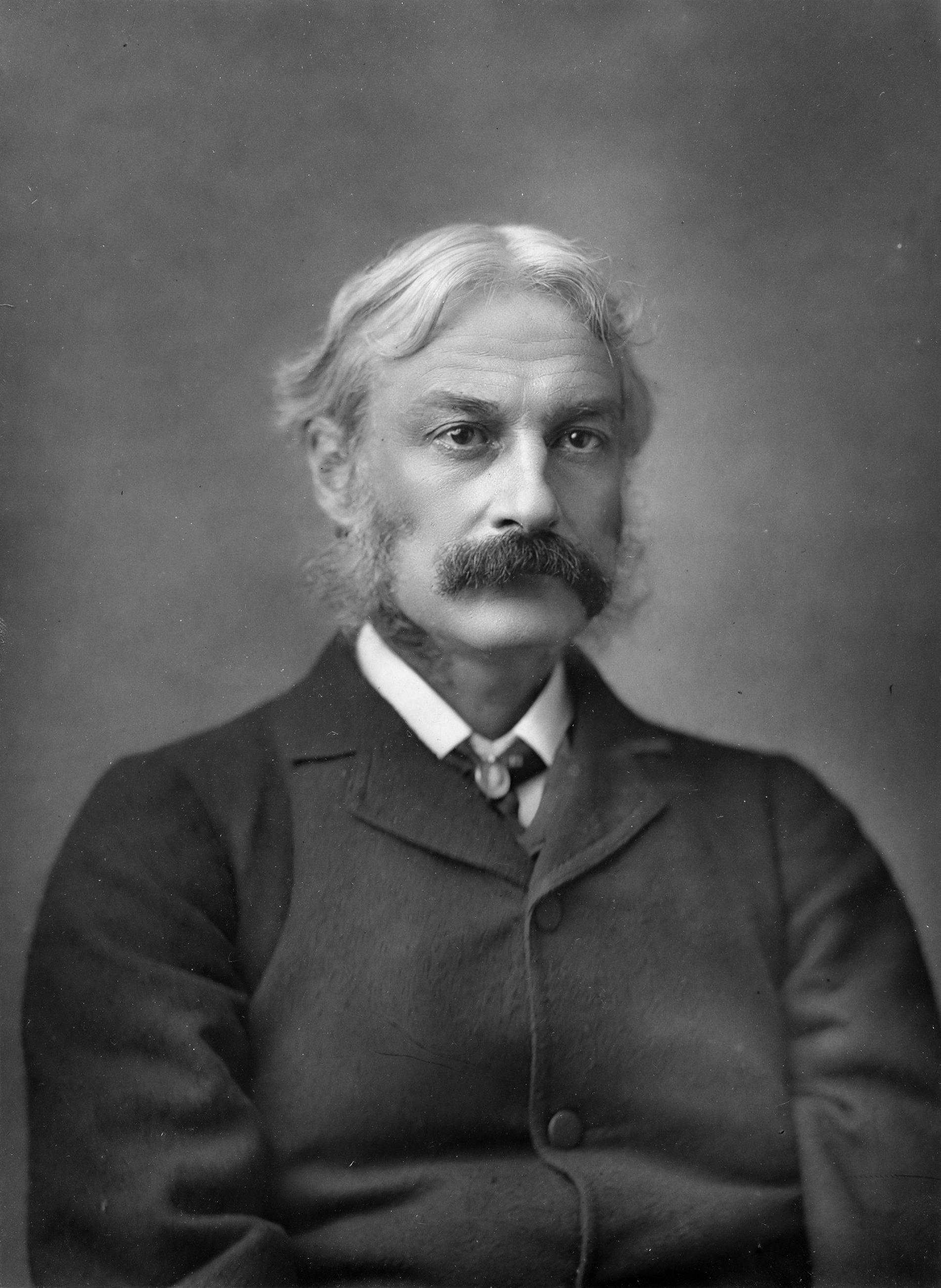
Історик та літератор Ендрю Ланг, завдяки якому «Пригоди Міка Кларка» побачили світ

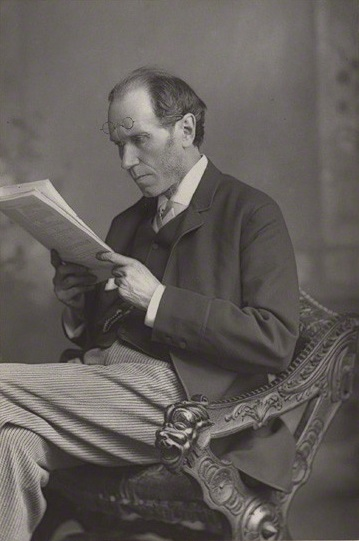
Публіцист і видавець Джеймс Пейн, якого обурила витівка Дойла написати історичний роман

Низка подібних відмов серйозно стривожила Дойла. Він зізнавався, що був дуже пригнічений такою невисокою оцінкою праці, на яку витратив півтора року життя, і починав серйозно замислюватися над капітальною переробкою роману у більш привабливому для публіки ключі. Пізніше письменник з іронією згадував свою тривогу за долю «Кларка»:
|  | Я пам'ятаю, як курив над моїм пошарпаним рукописом, що повернувся подихати сільським повітрям після однієї зі своїх прогулянок містом, і думав, що б я зробив, якщо раптом з'явиться якийсь спортивний за характером і відчайдушний видавець, який запропонує мені за неї сорок шилінгів або близько до того... Оригінальний текст (англ.) I remember smoking over my dog-eared manuscript when it returned for a whiff of country air after one of its descents upon town, and wondering what I should do if some sporting, reckless kind of publisher were suddenly to stride in and make me a bid of forty shillings or so for the lot... |

Остання надія Дойла на публікацію «Кларка» була пов'язана з видавництвом Longman, куди він направив рукопис восени 1888 року, і цього разу обставини сприяли йому. Редакція передала рукопис на розгляд відомому історику, літератору та публіцисту Ендрю Ленгу, який на той час був президентом Британського фольклорного товариства. Ознайомившись з працею Дойла, Ленг однозначно рекомендував її до публікації.

## Вихід у світ
Прислухавшись до поради Ленга, керівництво Longman відправило роман до друку і в лютому наступного, 1889 року він побачив світ. Обсяг книги, випущеної у форматі in octavo (1/8 аркуша), становив 437 сторінок, зокрема роман охоплював 421 сторінку. Ще 16 сторінок приміток, що містили пояснення з різних аспектів історичних реалій, описаних у романі, й анонси інших публікацій видавництва, розміщені наприкінці видання. Таким чином «Міку Кларку» судилося стати одним із найбільших за обсягом творів Дойла. Новинка вийшла у твердій палітурці з темно-синім матер'яним покриттям. Всі написи на обкладинці — назва роману й ім'я автора, вказані як на лицьовій сторінці, так і у верхній частині корінця, а також логотип видавництва в нижній частині корінця — були виконані золотим тисненням. Ілюстрацій у книзі не було. Роман був присвячений матері письменника Мері Дойл (1837—1920): посвята «Моїй матері» було розміщено на окремій сторінці, що йшла за титульним листом.

Якщо на лицьовій сторінці обкладинки містилася лише коротка назва роману, то на титульному аркуші воно супроводжувалося дуже просторим підзаголовком, що займав більшу частину сторінки:
|  | МІК КЛАРК Його історія, як вона була розказана трьом його онукам Йосипу, Гервасію і Рувіму суворою зимою 1734 в якій міститься Повний звіт про деякі епізоди його раннього життя разом зі звітом про його подорож з Геванта до Тонтона разом з Децимусом Саксоном влітку 1685 року. Також про пригоди, що випали на їхню частку під час Західного повстання, та про їхнє спілкування з Джеймсом, герцогом Монмутом, лордом Греєм й іншими знатними особами. Складено день за днем за власною розповіддю Джозефом Кларком і раніше ніколи не публікувалося. Тепер вперше зібрано воєдино, піддано правкам і переміщенню окремих фрагментів на основі оригінальних рукописів А. Конан Дойлом Оригінальний текст (англ.) [MICAH CLARKE His statement as made to his three grandchildren during the hard winter of 1734 wherein is contained A full report of certain passages in his early life, together with some account of his journey from Havant to Taunton with Decimus Saxon in the summer of 1685. Also of the adventures that befell them during the western rebellion, and of their intercourse of James, Duke of Monmouth, Lord Grey, and other persons of quality. Compiled, day after day, from his own narration, by Joseph Clarke, and never previously set forth in print. Now for the first time collected, corrected, & rearranged from the original manuscripts by A. Conan Doyle ] Помилка: [undefined] Помилка: {{Lang}}: немає тексту (допомога): текст вже має курсивний шрифт (допомога) |

Гонорар автора був дуже скромним: у своїх мемуарах не називає точну суму, отриману від Longman за цей роман, проте підраховує, що навіть з урахуванням виплати за «Міка Кларка» його середній річний заробіток за перше десятиліття письменницької праці не перевищив 50 фунтів стерлінгів.

## Перші видання
За визнанням письменника роман не справив гучної сенсації, проте продавалася дуже добре: успішно реалізувавши перший тираж, Longman ще до кінця 1889 року випустило книгу ще двічі. На початку наступного року Конан Дойл із захопленням повідомляв у листі до молодшого брата Іннеса, що сукупний тираж книги досяг на той час десяти тисяч екземплярів — дуже великої цифри для тих часів. І в наступні роки нові видання виходили одне за одним: до кінця життя Дойла роман залишався справжнім бестселером, його тиражі були більшими, ніж у будь-якого з творів холмсівського циклу.
У виданнях роману першого року ілюстрацій не було, проте вже другого року видання «Кларка» Longman найняло для ілюстрування книжки художника Генрі Педжіта, ілюстрації якого відтоді відтворюються у багатьох виданнях книжки у різних країнах. Згодом Генрі Педжет разом зі своїми братами Сідні та Волтером проілюстрував значну частину творів Конан Дойла. Пізніше, у 1896—1898 роках Longman залучило для цієї роботи іншого знаного британського художника-ілюстратора того часу Гарольда Міллара.
1893 року книга вперше вийшла у США. Незабаром як там, так і у Великій Британії «Мік Кларк» став часто виходити без свого значного підзаголовка. Крім того, в обох країнах немалими тиражами випускалися адаптовані версії роману, призначені для вивчення в школі.
Поява перших перекладних видань книги належать до початку XX століття. У деяких випадках закордонні видавці розділяли роман на частини, кожна з яких отримувала окрему назву. Так, у 1910—1911 роках французьке видавництво Сток випустило його трьома книгами: «Рекрути Монмута» (фр. Le Recrues de Monmouth), «Капітан Мік Кларк» (фр. Le Capitaine Micah Clarke) і «Седжмурська битва» (фр. Le Bataille de Sedgemoor).

## Оцінки

### Відгуки критиків безпосередньо після видання
Відгуки британських критиків про «Міка Кларка» були найпозитивнішими. Новинку порівнювали з найбільшими історико-пригодницькими творами, створеними за попередні десятиліття. Так, літературний альманах The Academy писав:
|  | Немає жодних сумнівів у тому, що це найкращий історичний твір, що побачив світло з часу роману «Викрадений, або Пригоди Девіда Белфура» Р. Л. Стівенсона, і воно гідне того, щоб стояти поряд з «Викраденим» і тією старішою книгою, яка ніколи не набридне жодному хлопчику чи чоловікові, що має почуття — «Вперед, на Захід!" Чарльза Кінгслі… З будь-якої точки зору це один із найчудовіших історичних творів, написаних за життя нашого покоління… Оригінальний текст (англ.) This is beyond all doubt the best historical story which has seen the light since Mr. R. L. Stevenson's 'Kidnapped;' and it is worthy to stand between 'Kidnapped' and that older story of which no sensible boy or man is ever tired--Charles Kingsley's 'Westward Ho!' ... It is, from every point of view, one of the most admirable and interesting historical tales written in our generation… |

Особливо часто дойловську новинку порівнювали з історичним романом «Лорна Дун» Річарда Додриджа Блекмора, що вийшов за двадцять років до того, дія якого відбувається в той самий історичний період. І якщо лондонський журнал The World, який назвав «Кларка» «дуже живою та розважальною романтичною історією», вважав його найкращим історичним романом, написаним з часів «Лори», то з вуст знаного у той період публіциста і політика барона Роуланда Протеро, майбутнього очільника аграрного відомства Великої Британії, прозвучала ще вища оцінка. Виступивши з вельми розгорнутою рецензією в авторитетному лондонському виданні The Nineteenth Century, він стверджував, що дойловський роман однозначно перевершує «Лору Дун», підкреслюючи, що ця книга більшою мірою «веде читача з заїждженого шляху, тут і там змушує від захоплення, представляє серію яскравих картин і в цілому залишає враження бездоганної симетрії та завершеності». Визнаючи, що значна частина публіки недолюблює історичні романи, Протеро закликав читачів залишити забобони і хоч би там що прочитати «Міка Кларка».
«Ґардіан», що видавалася на той час як «The Manchester Guardian», назвала книгу «дуже читабельною» і пообіцяла Дойлу чудові перспективи як автору історичних романів. «The Spectator» назвав новинку «майже шедевром». У журналі Macmillan's Magazine визнали батальні сцени «Кларка» найкращими в англійській літературі. У The Windsor Magazine не лише високо оцінили батальні сцени, а й заявили, що роман став чудовим доказом здатності автора «малювати історію яскравими та правдивими кольорами на широкому полотні».

Дуже теплий відгук прийшов з рідного міста Дойла — Единбург. Одна з провідних шотландських газет «The Scotsman»:
|  | Якщо сказати, що містер Конан Дойл, створивши «Міка Кларка», подарував нам книгу для хлопчиків, подібні до якої виходять нечасто, це дасть дуже неадекватне уявлення про характер і досконалість цієї книги як літературного твору. Це робота літературного художника, створена терплячою та вмілою працею на основі міцних і довговічних матеріалів, що випромінюється теплом, світлом та барвами уяви та гумору... Оригінальний текст (англ.) If it be said that Mr. Conan Doyle has given us in 'Micah Clarke' a book for boys such as appears at rare intervals, a very inadequate idea may be given of the character and excellence of the book as a work of literature. It is the work of a literary artist, fashioned with patient and skilful labour out of solid and enduring materials, and glowing with the warmth and light and colour of imagination and humour... |

Не менш позитивні відгуки надходили через океан. Як і їхні британські колеги, американські коментатори були схильні порівнювати «Кларка» з історико-пригодницькими романами авторів старшого покоління. Літератор і критик Вільям Мортон Пейн у журналі The Dial вважав, що новинка нічим не поступається або навіть перевершує роботи земляків Дойла — вже згадуваного автора «Лори Дун» Річарда Додриджа Блекмора та Джемса Фруда, до того ж останній був професійним істориком. Нью-йоркські «The Sun» і New York Press зазначали, що «Кларк» гідний порівняння з романами Р. Л. Стівенсона і має багато якостей, якими славляться останні. Pittsburgh Dispatch була ще вищої думки: ця газета стверджувала, що «Кларк» перевершує стівенсонівського «Вкраденого» завдяки тому, що Дойлу, мовляв, вдалося краще занурити читача в реалії сімнадцятого століття. «San Francisco Chronicle», уникаючи порівнянь, відзначила, що більш талановитого історичного роману не з'являлося вже довгий час.

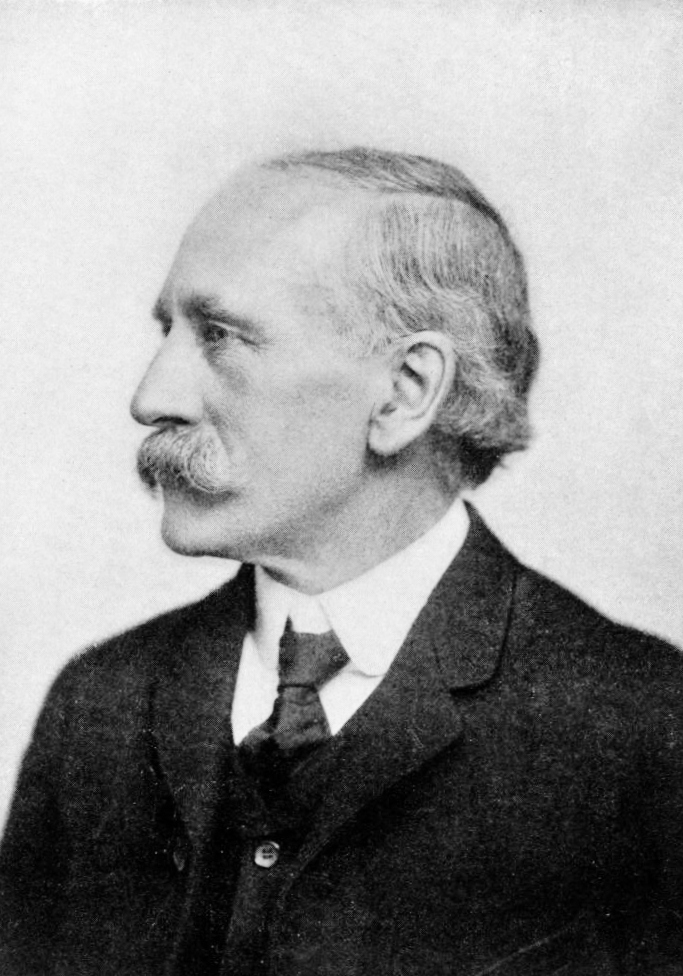
Американський письменник і журналіст, автор хвалебного відгуку на «Міка Кларка» у журналі «Cosmopolitan»

Бостонський журнал The Literary World робив акцент на досить потужний і водночас ненав'язливий просвітницький ефект роману: мовляв, жоден хлопчик не прочитає його, не дізнавшись дуже багато нового, і при цьому «книга настільки цікава і чудова, що жоден хлопчик ні відразу, ні потім не зрозуміє, що вона ще й інформативна». Відверто захопленим був відгук Джона Габбертона, опублікований в журналі «Cosmopolitan»: цей досить знаний на той час американський письменник і журналіст заявив, що вихід «Міка Кларка» сповістив появу «нового великого автора історичних романів». Особливе враження на американця справила достовірність опису історичних реалій: він був переконаний, що якби видавництво не назвало твір романом, то читачі однозначно прийняли його за справжні мемуари учасника повстання Монмута. Настільки правдоподібного, реалістичного оповідання від першої особи, на його думку, не з'являлося в літературі з часів «Робінзона Крузо». Відокремлений панегірик від Габбертона містив опис Дойлом звичаїв і переконань англійських пуритан — настільки проникливе, що, мовляв, не будь Дойл католиком, його можна було б запідозрити в прихильності описаним їм релігійним поглядам. Однак приналежність автора до іншої християнської конфесії дозволяє, в розумінні американця, говорити про наявність у нього неймовірною письменницької чесності, яка практично не має аналогів в літературному світі.

Явно усвідомлюючи особливість читацької аудиторії «Cosmopolitan», Габбертон докладав зусиль, щоб розвіяти думку про «Міка Кларка» як суто чоловічого чтиво та привернути до нього інтерес жінок. Він писав:
|  | Інші романісти засновували свої твори на подіях повстання Монмута, проте не змогли створити великих книг — мабуть тому, що вони працювали за загальноприйнятими лекалами історичного роману. Містер Конан Дойл, автор «Міка Кларка», уникнув їхніх помилок, відмовившись від їхнього методу і виявивши ще більшу літературну єресь — майже повністю проігнорувавши жінок. Декілька жінок з'являється на його сторінках, але жодна з них не наближається до рівня героїні. «Мік Кларк» це чоловіча історія — якщо, звичайно, приналежність усіх основних персонажів до чоловічої статі робить книгу такою, проте жінки читатимуть її з захопленням, оскільки кожен з тамтешніх чоловіків є дуже яскравим персонажем, що різко відрізняється від інших. Оригінальний текст (англ.) Other novelists have based stories on incidents of Monmouth's rebellion, and failed to make great books — probably because they worked on the conventional lines of the historical novel. Mr. Conan Doyle, the author of "Micah Clarke," has escaped their fault by ignoring their method, and by the still greater literary heresy of almost ignoring woman. Several women appear in his pages, but no one of them approaches the dignity of a heroine. Micah Clarke " is a man's story, — if to have all the prominent characters men makes such a book, — yet women will read it with delight, for each man is a very distinct character in himself, and appears in sharp contrast with the others. |

Роман отримав у США такий потужний резонанс, що коли за кілька місяців у місцевих ЗМІ з'явилася реакція на наступний твір Дойла «Знак чотирьох», у вашингтонській National Tribune зазначали, що «для американської публіки автор „Міка Кларка“ не потребує представлення». А оглядач «New York Herald» припустив, що головний герой «Знаку чотирьох» Шерлок Холмс здобув «пристойний попит» саме завдяки популярності «Міка Кларка».

Позитивні рецензії з обох боків океану обчислювалися десятками. Рідкісні відгуки поряд із високими оцінками містили окремі критичні зауваження, причому переважно досить стримані. Так, лондонська Saturday Review, визнавши «Міка Кларка» чудовим, засумнівалася, що новинка знайде шанувальників за межами кола любителів історичних романів. Чи не єдину відверто негативну рецензію видав лондонський журнал «Атенеум». Це консервативне видання, яке проголошувало своєю метою «підняти літературний смак в англійської публіки» і вельми скептично ставилося до пригодницького жанру в цілому, дотримувалося відверто саркастичного, зневажливого тону і ставило Дойлу в провину навіть сам обсяг твору:
|  | Ніхто не зможе назвати цей твір коротким чи містким. Щоб подолати одну тільки назву, піде тиждень... Мік Кларк — свого роду Джон Рідд, лише родом із Геванта. В юності він брав участь у Західному повстанні 1685 року і бився за герцога Монмута. Це, хоч і безглуздо, але все ж таки пробачено, проте в старості йому спало на думку розповісти онукам про свої пригоди під час того повстання, і довгота і похмурість його розповіді навряд чи можуть бути перевищені. Безперечно, містер Дойл взявся писати в невдалий момент... Нам не здається, що «Мік Кларк» міг би коли-небудь надати багато задоволення або, взагалі, щось, крім величезної втоми... Оригінальний текст (англ.) No one can call it short or concise. The title along is a week's study... Micah Clarke is a sort of John Ridd, hailing from Havant. In his youth he took part in the Western rebellion of 1685, and fought for the Duke of Monmouth; this, though foolish, was excusable, but in his old age it occurred to him to relate to his grandchildren his adventures in the same rebellion, and the lengthiness and dreariness of his recital can hardly be surpassed. Doubtless Mr. Doyle writes at an unfortunate moment… It does not seem to us that Micah Clarke could at any time have given much pleasure, or, indeed aught but immense weariness… |

У пресі з'явилося ще кілька критичних оцінок, проте, за спогадами Дойла, всі претензії, що висловлювалися в них, стосувалися не художніх достойностей роману, а зайво ліберального — на думку респондентів — підходу автора до розгляду релігійних питань. За твердженням письменника, саме одностайна прихильність критиків до «Кларка», що стала для нього приємною несподіванкою, спонукала його надалі на роботу над новим історичним романом, яким став «Білий загін», що побачив світ 1891 року.

### Оцінка Оскара Вайлда

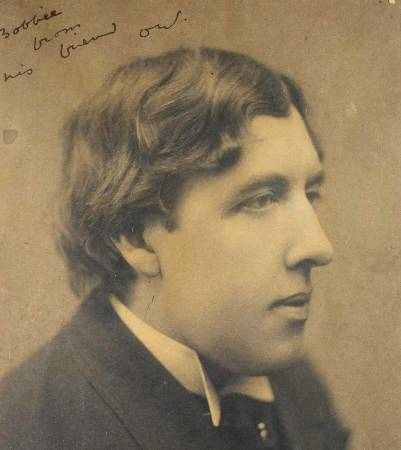
Оскар Уайльд у 1890 році — невдовзі після знайомства з Конан Дойлом.

У своїх мемуарах Дойл наголошував, що особливе значення для нього мала оцінка, дана його першому історико-пригодницькому твору Оскаром Вайлдом, який мав на той час великий авторитет у британських літературних колах. Обговорення «Кларка» відбувалося при особистому знайомстві двох письменників, яке відбулося 30 серпня 1889 завдяки Джозефу Маршаллу Стоддарту, американському видавцеві, виконавчому директору популярного на той час філадельфійського журналу Lippincott's Monthly Magazine. Зустріч, влаштовану Стоддартом — вечерю в ресторані фешенебельного лондонського готелю Лангем, на яку, крім двох письменників американець запросив ще й авторитетного ірландського політика, члена Палати громад Томаса Джила — Дойл вважав дуже важливою для своєї подальшої письменницької долі і називав «золотим вечором».
Літературознавці підтверджують, що ця зустріч, справді, мала велике значення для британської літератури, оскільки за її підсумками Стоддарту вдалося вмовити обох письменників написати для британського видання, яке він відкривав, «Lippincott's Monthly Magazine» за твором: у випадку з Дойлом таким твором став «Знак чотирьох». у випадку з Вайлдом — «Портрет Доріана Грея». 2010 року з ініціативи британського письменника, телеведучого та політика Джайлза Брандрета на зовнішній стіні ресторану, де вечеряла компанія, встановили меморіальну табличку із зазначенням, що зустріч, що відбулася там 30 серпня 1889 року, призвела до написання цих двох знаменитих літературних творів.

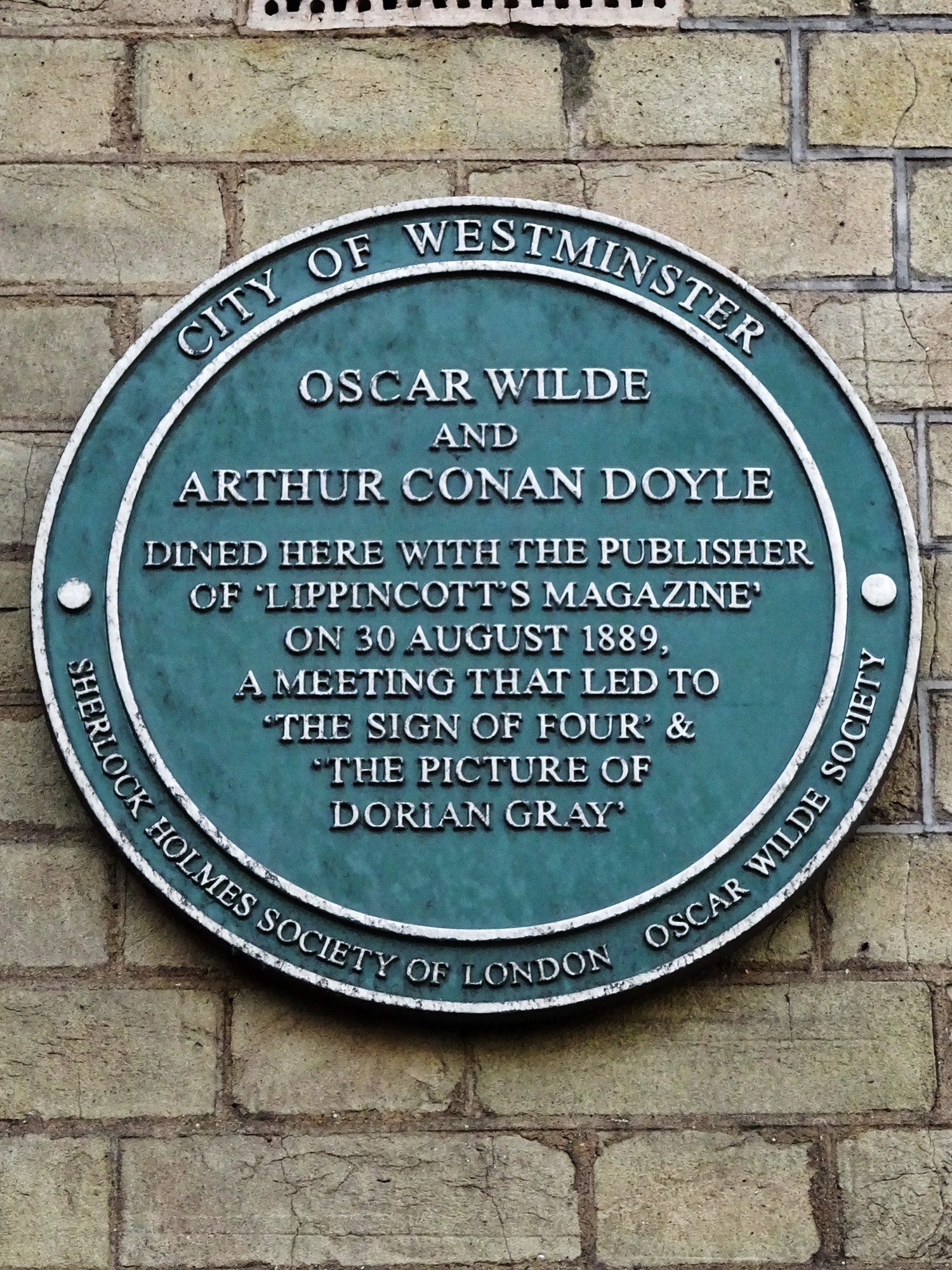
Меморіальна таблиця, встановлена на згадку про зустріч за участю Конан Дойла й Оскара Вайлда 30 серпня 1889 року в ресторані готелю Лангем

За спогадами Дойла, він був приємно здивований навіть самим фактом того, що Вайлд читав «Міка Кларка», не кажучи вже про той «ентузіазм», з яким про цей твір відгукувався його поважний колега. На високу оцінку «Кларка» Вайлдом звертають увагу багато літературознавців, висловлюючи впевненість, що вона надихнула Дойла і мотивувала його на подальшу роботу в історико-пригодницькому жанрі. Разом з тим, та обставина, що вайлдівська думка про роман відома лише зі слів Дойла, дозволяє окремим дослідникам сумніватися у його правдивості. Так, скепсис у цьому відношенні висловлює американський історик літератури Деніел Сташоувер, проте його докази носять відверто умоглядний характер: мовляв, складно уявити «архетипічного вікторіанського естета Вайлда з лілією в одній руці та з брутальним історичним епосом Конан Дойла в іншій». Ще більш натягнутим виглядає його висновок про те, що раз вже одна з героїнь вайлдівської п'єси «Як важливо бути серйозним» Леді Брекнелл з великою зневагою відгукується про «жахливо сентиментальні тритомні романи», то і ставлення самого Вайлда до об'ємистих історико-аналогічним.
Можна зустріти твердження з посиланням на спогади Дойла, що особливу зацікавленість Вайлда викликав образ одного з реальних історичних персонажів, виведених у романі — барона Джорджа Джефріса, який, обіймаючи посаду головного суддя Англії та Уельсу, розгорнув масштабну кампанію репресій проти учасників повстання. На додаток, стверджується, нібито враження від описаного Дойлом гарного, витонченого чоловіка, що володіє вишуканими манерами, і при цьому самозакоханого, вкрай зарозумілого і жорстокого, нібито сприяли формуванню вайлдівського образу «упалого ангела», який той незабаром втілив у «Портреті Доріана Грея». Так, наприклад, британська дослідниця в галузі історії культури Діана Баршем прямо називає Джорджа Джефріса Доріаном Греєм. Однак у мемуарах самого Дойла не зустрічається згадок про враження, зроблене образом барона Джефріса на Вайлда.

### Оцінка самого Дойла
Сам Конан Дойл цінував «Міка Кларка» дуже високо і відводив цьому роману важливе місце у творчій спадщині. Попри те, що до моменту створення «Кларка» з-під його пера, не рахуючи невеликих оповідань і нарисів, вже вийшов такий значний за обсягом і викликав великий читацький інтерес твір, як «Етюд в багряних тонах», саме «Кларка», а не «Етюд» Дойл вважав «першим міцним наріжним каменем своєї репутації». У своїх спогадах він зізнавався у вічній вдячності Ендрю Ленгу, який рекомендував «Кларка» до видання, як до людини, яка забезпечила його «перше справжнє відкриття для публіки». У «Ювенілії» він образно описав важливу зміну у житті, яку приніс успіх «Кларка»:
|  | Для мене відчинилися двері в святилище муз, і тепер залишалося тільки знаходити щось гідне того, щоб вносити до неї. Оригінальний текст (англ.) A door had been opened for me into the temple of the Muses, and it only remained that I should find something that was worthy of being borne through it. |

Своїми головними успіхами в романі Дойл вважав зображення домашнього побуту пуритан й образ барона Джорджа Джеффріса, якому приділено значну частину одного з останніх розділів «Кларка». На думку автора, висловленого 1924 року, на той час в жодному зі своїх творів він не перевершив цих образів. При цьому письменника обтяжувало сприйняття «Міка Кларка», що отримало широке поширення, як «літератури для хлопчиків»: Дойл був переконаний, що ця книга рівною мірою розрахована на підліткову і на дорослу аудиторію. Пізніше, як зазначають дослідники, аналогічна проблема виникала і з іншими історичними дойловськими романами.

### Пізніші оцінки дослідників
Місце «Міка Кларка» в літературній спадщині Конан Дойла досить високо оцінюють багато пізніших дослідників, зокрема найбільші літературознавці та письменники. серед них Ентоні Берджесс, який відзначає чудове опрацювання Дойлом історичних джерел, завдяки цьому, на його думку, ця розповідь читається як справжні спогади людини тієї епохи, чим вигідно відрізняється від численних робіт такого жанру — «стилізацій у манері історичного потрошителя корсажів». Щобільше, він вважає, що колосальний досвід історичного розслідування, набутий Дойлом у роботі над «Кларком», відкрив шлях до побудови тієї слідчої методики, якою автор у наступних творах наділив Шерлока Холмса. Що стосується «Етюду в багряних тонах» — першого твору про Холмса, який передував «Кларку», то його цей британський письменник вважає слабшим, ніж ті, що пішли за романом про повстання Монмута. У зв'язку з цим Берджесс вважає, що читання «Кларка» є корисною «прелюдією» для кожного, хто береться за читання холмсівського циклу.
Велике значення «Міка Кларка» для розвитку письменницької майстерності Дойла надає Овен Дадлі Едвардс, до того ж в його розумінні цей твір має певний відтінок «несамостійності». Останнє, виявляється у тому, що роман, мовляв, був написаний під сильним впливом Томаса Маколея і Вальтера Скотта і є «даниною поваги Дойла цим двом його натхненникам» (Едвардс навіть вважає, що деякі виведені в «Кларку» образи навіяні персонажами Скотта: наприклад, Децимус Саксон йому бачиться «реінкарнацією» Дугалда Дальгетті зі скоттовської «Легенди про Монтроза» — такого ж досвідченого і цинічного найманця). Цей ірландський історик літератури вважає, що «Кларк», створення якого було «знаменним успіхом» автора, разом із наступними історичними творами Дойла забезпечив останньому репутацію найкращого історичного романіста з часів Скотта — принаймні серед тих, хто пише англійською мовою. При цьому, як і Берджес, він вбачає прямий зв'язок між «Кларком» і холмсівським циклом Дойла, зазначаючи, що саме у своєму першому історичному романі письменник напрацював багато особливостей свого унікального стилю, що повною мірою виявилися вже в розповідях про Шерлока Холмса.
|  | Величний Анрі Піренн сказав, що якби не було Магомета, то не було б і Карла Великого. А якби не було Міка Кларка, то не було б і Шерлока Холмса... До Міка Кларка Конан Дойл написав дві-три визначні книги. А написавши Міка Кларка, він став видатним письменником. Овен Дадлі Едвардс Оригінальний текст (англ.) If there had been no Mahomet, said the great Henri Pirenne, there would have been no Charlemagne. If there had been no Micah Clarke, there would have been no Sherlock Holmes... Before Micah Clarke, Conan Doyle had written two or three great works. With Micah Clarke, he was a great writer. |

Едвардс надає особливого значення релігійній складовій сюжету роману, у якій, на його думку, повною мірою відбилися духовні пошуки самого автора. У його розумінні, еволюція релігійних поглядів Міка Кларка — його розчарування в радикальному протестантизмі й усвідомлення цінності віротерпимості — відображає поступовий відхід самого Дойла від католицизму та перетворення його на поборника свободи совісті. При цьому Едвардс переконаний, що в період написання «Кларка» Дойл ще «частково у своїй душі залишався католиком», переживав за майбутнє віри своїх предків і не залишав надії на можливість деякої її демократизації. Тому критику католицизму, вкладену в романі в уста багатьох персонажів-пуритан, він трактує як послання автора на адресу католицького кліру із зазначенням необхідності перетворень заради збереження привабливості для суспільства.

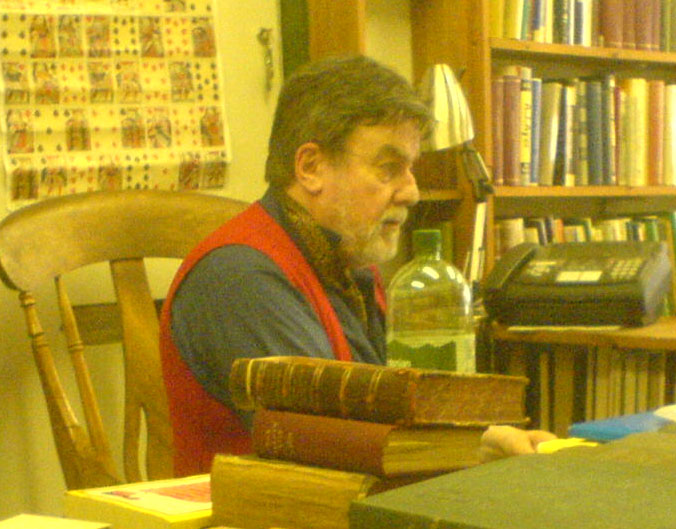

Велике значення «Міку Кларку» в рамках письменницької кар'єри Дойла надає вже згадуваний історик культури Діана Баршем, докладно аналізуючи цей твір у своїй роботі «Артур Конан Дойл і значення маскулінності» (англ. Arthur Conan Doyle and the Meaning of Masculinity). При цьому вона вбачає в романі безліч прихованих мотивів, алюзій і символів: від бажання Дойла розібратися в історії своїх предків і його співчутті до збіднілих аристократичних родів до фрейдистського підґрунтя релігійних розбіжностей Міка з батьком і тлумачення поразки бунтівників у Седжмурі через канал як алегорії кризи релігійних поглядів і головного героя, що прощається з ідеалами радикального пуританства, так і самого автора, що пориває з католицизмом. Навіть у докладному описі топкою, болотистою місцевістю в Седжмурі британська дослідниця бачить метафоричний опис Дойла своєї невпевненості в перспективах письменницької кар'єри. Крім того, на думку Баршем, цей роман знаменував важливий рубіж в «етнічній самосвідомості» Конан Дойла, який народився і виріс у Шотландії: мовляв, у більш ранніх творах у письменника говорив переважно його шотландський початок, однак створюючи «Міка Кларка», він глибоко занурився в англійську історію і став виступати в літературі від імені Шотландії й Англії одночасно, а потім «Лондон взагалі змінив для нього Единбург».

## Виноски
1. ↑  Під час формування тонтонського міського ополчення головного героя призначили командиром роти й він отримав чин капітана.